# Büyükçekmece
Büyükçekmece 1958 és 1987 között önálló kisváros volt. 1987 óta İstanbul tartomány egyik körzete, 2004 óta Isztambul város egyik kerülete. A kerületben több régi épület, történelmi szempontból fontos építmény áll, ilyen például a Mimar Sinan híd, az 1566-ban Szinán által épített Büyükçekmece-karavánszeráj, a 13. századból származó İmaret-mecset, az 1567-ből való Sokullu Mehmet pasa mecsetje, illetve számos oszmán kori szökőkút. 2008-ban a kerületek átrendezésével Büyükçekmece lakossága 688 774 főről 152 106 főre esett vissza.
2022 óta Óbuda-Békásmegyer testvérvárosa.